# Shoot ’em up
Shoot ’em up — поджанр шутеров. В этих играх игровой персонаж продвигается вперёд автоматически и часто представляет собой летающее транспортное средство типа воздушного судна или космического аппарата, которое расстреливает множество врагов, одновременно уворачиваясь от препятствий. По вопросу о том, какие именно игровые элементы наиболее характерны для жанра «беги и стреляй», общепризнанного мнения нет: для некоторых рецензентов таковыми являются наличие в игре космического аппарата и определённых типов передвижения персонажа, другие считают уместной более широкую трактовку определения, включая в жанр игры с персонажами, перемещающимися пешком, и с различной графической перспективой. Игры в этом жанре известны требовательностью к реакции игрока, а также необходимостью запоминать игровые уровни и последовательности вражеских атак. Особенностью игр типа «пулевой ад» (англ. bullet hell) является вражеский огонь большим количеством снарядов.
Истоки жанра можно отследить вплоть до игры Spacewar!, одной из самых первых компьютерных игр, разработанной в 1962 году и со временем распространившейся в залах игровых автоматов в первой половине 1970-х годов. В течение 1970-х годов благодаря играм типа Space Invaders и Asteroids популярность жанра нарастала. Наибольшая популярность жанра приходится на 1980-е и начало 1990-х годов. В середине 1990-х годов игры в жанре заняли свою нишу. Начиная с этого времени, игры основываются на условном типовом геймдизайне, созданном в течение 1980-х годов. В жанре всё большее участие принимают специалисты и энтузиасты, в первую очередь из Японии.

## Характеристика
Shoot ’em up (в иностранной прессе также встречаются варианты shmup и, чаще в японской, STG, где этой аббревиатурой обозначаются все игры о стрельбе) — это компьютерные игры, в которых протагонист сражается с большим количеством врагов посредством стрельбы по ним, уклоняясь при этом от вражеского огня. Для успеха игрок должен в первую очередь полагаться на свою реакцию. Помимо этого критики различают, из каких именно элементов геймдизайна сделан тот или иной shoot 'em up. Некоторые ограничивают этот жанр играми, в которых представлен какой-либо летательный аппарат с фиксированным или движущимся экраном. Другие расширяют жанр до игр с протагонистами типа роботов или перемещающихся пешком людей, включают в него игры с движениями типа «по рельсам» (или «внутрь экрана»), а также run and gun. Марк Волф (Mark Wolf) считает играми в жанре такие, где представлено большое количество антагонистов (то есть «'em» является сокращением от «them»). Он назвал «боевыми» игры со стрельбой типа «один на один». Изначально критики причисляли к shoot 'em up любую игру, в которой стрельба составляет основу геймплея. Однако позднее shoot 'em up оформился в отдельный своеобразный жанр, который основывается на условном дизайне, выработанном в играх о стрельбе к концу 1980-х годов.

### Общие элементы
Жанр shoot 'em up — это разновидность жанра шутер, который, в свою очередь, является разновидностью экшн-игр. Обычно в этих играх используется вид сверху или со стороны, а игроки используют оружие дальнего боя для поражения удалённых целей. Аватар игрока обычно представлен в виде транспортного средства, на которое постоянно нападают враги. Поэтому основной целью игрока является максимально быстрое уничтожение любого движущегося объекта, который может представлять угрозу. В каких-то играх персонаж может выдержать несколько попаданий, тогда как в других единственное попадание приводит к его уничтожению. Основами мастерства игрока в таких играх являются хорошая реакция и способность запоминать последовательности вражеских атак. Особенностью некоторых игр является крайне большое количество снарядов, выпускаемых врагами, последовательности запуска которых игроку требуется запоминать для «выживания» его персонажа. Ещё одна особенность игр в этом жанре — весьма быстротечный игровой процесс.
В играх жанра shoot 'em up обычно представлено большое разнообразие вражеских персонажей. Каждый из этих врагов может придерживаться особой линии поведения, свойственной его типу, либо атаковать в формациях, что игрок должен научиться предугадывать. Основы геймплея этих игр имеют тенденцию к упрощению, что во множестве игр пытаются компенсировать посредством битв с боссами и разнообразием вооружений. В играх shoot 'em up редко встречается реалистичная физика. Так, персонажи могут мгновенно изменять направление движения без какой-либо инерции, а снаряды двигаются по прямой на постоянных скоростях. Игрок может собирать разнообразные «бонусы», которые будут улучшить защиту персонажа, давать дополнительную «жизнь», либо улучшить оружие. Зачастую для борьбы с некоторым типом врагов требуется использовать определённое оружие, однако в этих играх редко уделяют такое же внимание боеприпасам. Как результат игрок может стрелять, не останавливаясь, при этом его оружие будет наносить урон только подходящим целям.

## Разновидности
Игры в жанре shoot 'em up можно разделить на типы по ключевому элементу дизайна, используемой точке обзора, а также движению.
Фиксированный шутер (англ. fixed shooter) — игры наподобие Space Invaders. В фиксированных шутерах протагонист может перемещаться вдоль одной оси, враги также атакуют с одного направления (например, планируют с верхней части экрана), а каждый уровень представлен полностью на одном экране. Также эти игры иногда называют «галерейными шутерами» (англ. gallery shooter). Игра Centipede от Atari является гибридной, поскольку в ней персонаж может свободно перемещаться, однако зона этого свободного перемещения ограничена областью в нижней части экрана. Игра не в полной мере соответствует определению фиксированного шутера из-за таких особенностей.
Рельсовый шутер (англ. rail shooter). В этих играх персонаж ограничен в движении экраном, в то время как точка обзора следует определённым маршрутом. Особенностью рельсовых шутеров является специфическое движение точки обзора «внутрь экрана». Игрок наблюдает за действием из-за спины игрового персонажа, причем точка обзора постепенно перемещается «внутрь экрана», а игрок управляет движениями уклонения персонажа. Примерами таких игр могут служить: Space Harrier (1985), Captain Skyhawk (1990), Star Wars: Rebel Assault (1993), Panzer Dragoon (1995), Star Fox 64 (1997), а также Sin and Punishment (2000). Игры для светового пистолета не относятся к жанру shoot 'em up, это шутеры от первого лица. Тем не менее этот термин применяется как характеристика скриптованных элементов из игр наподобие Call of Duty.
Тоннельный шутер (англ. tube shooter). Особенностью данной разновидности является полёт персонажа внутри абстрактного тоннеля. Фактически тоннельный шутер представляет собой вариант фиксированного шутера, поскольку движение персонажа возможно только влево и вправо, осуществляемое соответственно формы тоннеля.
Скролл-шутер (англ. scrolling shooter). Этим названием могут называться:
- Вертикальный скролл-шутер (англ. vertically scrolling shooter, также англ. vertical scroller): игрок наблюдает за действием сверху, прокрутка экрана осуществляется по направлению вверх (очень редко — вниз).
- Горизонтальный скролл-шутер (англ. horizontally scrolling shooter, также англ. horizontal shooter и англ. side-scrolling shooter): игрок наблюдает сбоку, прокрутка осуществляется горизонтально[8][9][22].
- Изометрический скролл-шутер (англ. isometrically scrolling shooter): особенностью небольшого числа скролл-шутеров, например, Zaxxon от Sega является изометрический вид[9].

Мультинаправленный шутер (англ. multidirectional shooter). Особенностью этих игр является свобода движений на все 360 градусов, протагонист может поворачиваться и перемещаться в любом направлении. Мультинаправленные шутеры, в которых один джойстик используется для перемещения, а второй — для независимого задания направления стрельбы, иногда называют twin-stick shooters (с англ. — «шутер для двух стиков»).
Пулевой ад (англ. bullet hell), от яп. 弾幕 — заградительный огонь, огневая завеса. Это — разновидность жанра shoot 'em up, в котором игровой экран зачастую оказывается почти полностью заполнен вражескими пулями. Эта разновидность также известна как curtain fire (с англ. — «огневая завеса»), manic shooter и maniac shooter (с англ. — «маниакальный шутер»). Этот тип игр зародился в середине 1990-х годов и является ответвлением скролл-шутеров.
Cute ’em up. Особенностью этого направления является яркое и красочное графическое оформление, изображающее сеттинги и врагов в стиле сюрреализма. Современные игры направления cute 'em up могут намеренно демонстрировать откровенно сексуальных персонажей и намекающие образы. В играх этого направления обычно присутствуют необычные, порой весьма странные или эксцентричные враги, с которыми должен сражаться игрок, примером чего являются игры серии Parodius.
Беги и стреляй (англ. run and gun) — это игра в жанре shoot 'em up, в которой протагонист перемещается пешком, иногда с возможностью совершать прыжки. Игры направления «беги и стреляй» могут быть с вертикальной или горизонтальной прокруткой, а также с изометрическим видом, в них может быть представлено мультинаправленное движение. Примерами таких являются: серия Contra, Gunstar Heroes, Alien Soldier, серия Metal Slug, Cuphead.

## История

### Истоки и становление

Space Invaders — одна из первых игр в жанре.

В вопросе о происхождении жанра до сих пор нет ясности. Журналист компьютерных игр Брайан Эшкрафт (Brian Ashcraft) называет Spacewar! (одну из наиболее ранних компьютерных игр) первой игрой в жанре shoot 'em up, однако появившуюся позднее Space Invaders «первой» или «изначальной» игрой в жанре называют чаще. Spacewar! разработана в Массачусетском технологическом институте в 1961 году для развлечения самих разработчиков, тем не менее она была переделана четыре раза в игру для аркадных автоматов на протяжении первой половины 1970-х годов. Игра представляет собой сражение между двумя космическими аппаратами.
Популярность жанра, всё же, оставалась невысокой до 1978 года, когда Taito Corporation выпустила игру Space Invaders, разработанную Nishikado. Space Invaders помещает игрока напротив многочисленных врагов, пикирующих с верхней части экрана с возрастающей скоростью. Инопланетные создания, образы которых вдохновлены романом «Война миров» Герберта Уэллса, использованы в игре из-за того, что разработчики не могли реализовать в игре движения воздушного судна. Кроме того, враги-люди заменены инопланетными из соображений морали (недопущение изображения убийства людей) и по настоянию Taito Corporation. Так же как и в вышедших позднее играх в жанре «перестреляй их всех» той поры, действие происходит в космосе, поскольку доступные на момент создания технологии позволяли отображать только чёрный фон. В этой игре также вводится идея предоставить игроку некоторое количество «жизней». Сопутствовавший игре коммерческий успех оказался настолько большим, что на его фоне в Японии произошёл дефицит наличных монет, игра также снискала большую популярность в США. Игра придала популярности более интерактивному типу геймплея, когда враги отвечают на движения управляемого игроком орудия, эта игра также впервые представила концепцию наивысших достижений, причём впервые осуществлялось сохранение набранных игроком очков. В игре инопланетные антагонисты отвечают огнём на действия протагониста, и это первая игра, где у врагов представлено подобное поведение. Игра Space Invaders стала образцом в жанре shoot 'em up, большинство из выпущенных впоследствии в жанре игр испытали её влияние.

### Золотой век
В 1979 году вышла игра Galaxian от Namco, ставшая, по мнению издания IGN, «дедушкой всех шутеров с видом сверху». В игре использована цветная графика, а индивидуализированные антагонисты оценивались как «сильное развитие концепции» игр с космическими кораблями. В том же году вышел дебютный для SNK Playmore shoot 'em up Ozma Wars, замечательный тем, что в нём впервые среди экшн-игр была введена идея «подпитки энергией», близкая к шкале здоровья, игровой механике, ставшей заурядной в большинстве современных экшн-игр. Ещё одной особенностью игры стали вертикально перемещающиеся задний план и враги.
В 1981 году игра Defender привносит передвижение экрана в жанр, предлагая игрокам увеличенные по горизонтали уровни. В отличие от более поздних игр, в Defender возможно движение в любом направлении. Возможность прокрутки устранила ограничения, связанные с неподвижностью экрана, и, хоть функция мини-карты была представлена ранее, в Defender она в большей степени участвует в геймплее. Игра Scramble от Konami, выпущенная в 1981 году, представляет собой скролл-шутер c принудительным передвижением экрана. В этом сайд-скроллере впервые представлены различные между собой множественные уровни. Выпущенная в том же году игра Tempest от Atari стала первым тоннельным шутером, а также ранней попыткой привнести трёхмерную графику в шутеры. Однако, Tempest всё же оказал заметное влияние на значительную часть рельсовых шутеров.

Gradius — горизонтальный скролл-шутер.

Примерно в это же время возникли вертикальные скролл-шутеры. Xevious от Namco, изданный в 1982 году, часто называют первым вертикальным скролл-шутером и, несмотря на выход перед ним нескольких других игр, считается одним из оказавших наибольшее влияние. Также в Xevious впервые достаточно хорошо отображались реалистичные ландшафты, что выделялось на фоне игр с полностью фантастическими сеттингами. Хоть вышедшая в 1979 году игра Asteroids позволяла игроку поворачивать космический аппарат, игра 1982 года Robotron: 2084, снискавшая похвалу критиков, стала наиболее влиятельной в зарождавшемся направлении мультинаправленных шутеров.
Рельсовый шутер Space Harrier от Sega, вышедший в 1985 году, показал качественно новый уровень графики, а, ввиду обилия настроек и множества уровней, игрокам стало доступно большее количество целей в борьбе за наивысшие достижения. Также в 1985 году вышла игра Gradius от Konami, в которой игрок получал больше контроля над выбором вооружений, что привнесло в жанр стратегический элемент. В этой игре игроку необходимо запоминать уровни, чтобы достичь хоть какого-то успеха. Gradius и его ставший культовым корабль-протагонист Vic Viper определили черты горизонтальных скролл-шутеров, а также дали начало одноименной серии игр. В следующем году произошло появление одной из значимых игровых серий Sega вместе с игрой Fantasy Zone. Игра получила положительные рецензии благодаря графике и сеттингу в стиле сюрреализма, а протагонист, Opa-Opa, некоторое время даже считался маскотом компании Sega. Игра заимствовала у Defender механику, позволяющую игроку контролировать направление полёта, и, совместно с ранее вышедшей игрой TwinBee (1985), является ранним представителем направления cute 'em up. В скролл-шутере R-Type, выпущенном Irem в 1987 году, используется более низкая скорость прокрутки, нежели обычно, а сложность уровней требует от игрока методичного составления стратегии прохождения. Вышедшая в 1990 году игра Raiden стала первой игрой в другой долгоживущей серии игр, появившейся в этот период.
В играх типа Ikari Warriors (1986) от SNK Playmore представлены передвигающиеся пешком солдаты, а не космические аппараты, что стало востребованным в середине 1980-х годов на волне популярности боевиков в духе Рэмбо: Первая кровь 2. Это направление в жанре берёт свое начало от игры Sheriff, выпущенной Nintendo в 1979 году. Появившаяся в 1982 году игра Front Line от Taito задала образец для шутеров с прокруткой экрана вверх, получивших в 1985 популярность вместе с игрой Commando. Commando не избежала сравнений с фильмами о Рэмбо и, естественно, критики сошлись во мнении о том, что наличие военного сеттинга и протагониста с прототипом типа Рэмбо или Шварценеггера является необходимым для игры в жанре shoot 'em up, в отличие от игр в жанре action-adventure, где такого не требуется. В 1986 году Arsys Software выпустила игру WiBArm — шутер, который сочетает двумерный сайд-скроллер вне зданий и полностью трёхмерный полигональный вид от третьего лица внутри зданий. При этим сражения с боссами проводятся в форме двумерных боёв на площадках, напоминающих арены. В игре представлено широкое разнообразие оружия и снаряжения. В 1987 году вышла игра The 3-D Battles of WorldRunner от Square, привнесшая в жанр раннюю реализацию трёхмерного стереоскопического шутера с видом от третьего лица, сиквел которого — JJ: Tobidase Daisakusen Part II — вышел в конце того же года, а в следующем году вышла игра Space Harrier 3-D, предназначенная для игры со стереоскопическим очками SegaScope. В том же году вышла игра Thunder Blade от Sega, в которой графика переключалась между видом сверху и видом от третьего лица, а также впервые представлена система обратной связи в виде вибрации джойстика. Также в 1987 году Konami выпустила игру Contra в виде игры для аркадных автоматов, которая получила особые похвалы за возможность прицеливания в разных направлениях, а также кооперативную игру для двух игроков. Так не менее, в начале 1990-х годов во время популярности 16-битных игровых приставок рынок игр оказался переполнен скролл-шутерам, ввиду чего разработчиками пришлось прикладывать значительные усилия для выделения своей игры из ряда прочих (за исключением действительно изобретательной игры Gunstar Heroes от Treasure).

### Дальнейшее развитие

Рельсовый шутер Rez.

Новое направление в жанре shoot 'em up было открыто в начале 1990-х годов. Эти игры, называемые по-разному: «пулевой ад» (англ. bullet hell), «маниакальные шутеры» (англ. manic shooters и англ. maniac shooters) или «данмаку» (яп. 弾幕 — заградительный огонь), заставляют игрока уклоняться от огромного количества выпущенных врагами снарядов и требуют ещё более отточенной реакции игрока. Игры типа «пулевой ад» появились, ввиду того, что для конкуренции с трёхмерными играми разработчики двумерных shoot 'em up вынуждены были привлекать к своим играм внимание, и большое число снарядов на экране было призвано впечатлить игрока. Игра Batsugun (1993) от Toaplan определила очертания этого нового направления, тогда как компания Cave (созданная бывшими работниками Toaplan, включая присоединившегося после закрытия этой компании главного создателя Batsugun Цунеки Икеда) закрепила особенности этого типа игр с выходом в 1995 году DonPachi. Появление маниакальных шутеров стало ещё одним свидетельством того, что игры жанра стали подстраиваться под более преданную аудиторию. Игры типа Gradius были более сложными, нежели Space Invaders или Xevious, однако направление «пулевой ад» продвинулось в этом ещё дальше, делая упор прежде всего на тех фанатов жанра, кто искал для себя новые вызовы. Несмотря на то, что шутеры с передвигающимся пешком протагонистом начали стремительный переход в жанры, основанные на трёхмерной графике, такие существующие долгое время серии как Contra или Metal Slug продолжили пополняться сиквелами. Рельсовые шутеры в новом тысячелетии выходят относительно редко, исключениями тут являются Rez и Panzer Dragoon Orta, получившие культовый статус.
Игра Radiant Silvergun от Treasure’s внесла в жанр повествовательные элементы. Критики высоко оценили эту игру, несмотря на то, что она не издавалась за пределами Японии и является весьма редкой коллекционной вещью. Ikaruga, вышедшая после неё в 2001 году, обладала улучшенной графикой и снова была отмечена критиками как одна из лучших игр в жанре. Обе эти игры впоследствии были переизданы в рамках Xbox Live Arcade. По состоянию на 2017 год серия Touhou Project включает в себя 26 игр, созданных в течение 21 года. Эта серия в октябре 2010 года была включена в книгу рекордов Гиннесса как «самая большая игровая серия, сделанная фанатами». С выходом игровых приставок Xbox 360, PlayStation 3 и онлайн-служб Wii жанр испытал своеобразное «возрождение», однако в Японии аркадные shoot 'em up остаются играми с хорошей популярностью в своей нише. Вышедшая в 2005 году для Xbox Live Arcade игра Geometry Wars: Retro Evolved заметно выделялась среди разнообразных переизданий казуальных игр. На ПК также выходят игры в жанре, в основном от японских непрофессиональных разработчиков, например, Crimzon Clover, Jamestown: Legend of the Lost Colony, Xenoslaive Overdrive и серия eXceed. Несмотря на то, что жанр продолжает занимать свою нишу и является продуктом, прежде всего, для энтузиастов, финансовая поддержка существенно возросла благодаря домашним приставкам и их игрокам.

### Комментарии

Galaga, известный shoot-em-up 1981 года.

1. ↑  Встречается перевод «перестреляй их всех»[1] и транслитерация «шутемап»[2]. Также есть варианты shmup («шмап») или STG (от англ. shooter game)[3][4].